# Empis tenebrosa
Empis tenebrosa är en tvåvingeart som beskrevs av Daniel William Coquillett 1895. Empis tenebrosa ingår i släktet Empis och familjen dansflugor.
Artens utbredningsområde är Colorado. Inga underarter finns listade i Catalogue of Life.